# کاپون (فیلم ۲۰۲۰)
کاپون (انگلیسی: Capone) فیلمی در سبک زندگی‌نامه‌ای و جنایی به کارگردانی جاش ترانک و بازی تام هاردی در نقش آل کاپون، از روسای بدنام مافیا، محصول سال ۲۰۲۰ است. این فیلم داستان زندگی کاپون را بعد از گذراندن ۱۱ سال زندان دنبال می‌کند. در این فیلم علاوه بر هاردی بازیگرانی چون لیندا کاردلینی، جک لودن، مت دیلون و نوئل فیشر حضور دارند.

## بازیگران
- تام هاردی در نقش آل کاپون
- لیندا کاردلینی در نقش می کاپون (همسر آل)
- مت دیلون در نقش جانی توریو
- ال ساپینزا در نقش رالف کاپون
- کاترین ناردوچی در نقش رزی کاپون
- نوئل فیشر در نقش جونیور
- جینو کافارلی[۲] در نقش جینو
- میسون گوچیونی[۳] در نقش تونی
- کیدن آکوریو[۴] در نقش وینس
- جک لودن در نقش استرلینگ اچ. کرافورد، مأمور اف‌بی‌آی
- کایل مک‌لاکلن در نقش دکتر کارلاک
- جاش ترانک در نقش مأمور کلیفورد ام. هریس
- نیل برنان در نقش هارولد متینگلی
- ادگار آرئولا[۵] در نقش رودریگو
- مانوئل فاخاردو جونیور[۶] در نقش زامبینی
- تیلدا دل تورو[۷] در نقش مونا لیزا

## پینوند به بیرون
کاپون در بانک اطلاعات اینترنتی فیلم‌ها (IMDb)